# Os 14 Maiores Sucessos
Os 14 Maiores Sucessos é o primeiro álbum de compilação da dupla sertaneja brasileira João Paulo & Daniel. Foi lançado em 1996 pela Warner Music em parceria com a Globo.

## Faixas
| N.º | Título                               | Compositor(es)                           | Duração |  |
| 1.  | "Eu Me Amarrei"                      | Waldir Luz / Tivas                       | 3:21    |  |
| 2.  | "Só Eu e Você"                       | Peninha                                  | 4:42    |  |
| 3.  | "Tá Faltando Amor"                   | Pinóchio / Daniel                        | 3:14    |  |
| 4.  | "Estou Apaixonado (Estoy Enamorado)" | Estéfano / Donato (versão: Carlos Colla) | 4:41    |  |
| 5.  | "Fogo de Amor"                       | Jefferson Farias                         | 3:14    |  |
| 6.  | "Só Dá Você na Minha Vida"           | Rick                                     | 3:04    |  |
| 7.  | "Cuida de Mim"                       | Edinho da Mata / Silmara Pierine         | 3:44    |  |
| 8.  | "Rosto Molhado"                      | Ronaldo Adriano / José Fortuna           | 3:37    |  |
| 9.  | "Hoje Eu Sei"                        | Rick / Alexandre                         | 3:53    |  |
| 10. | "Que Dure Para Sempre"               | Peninha                                  | 4:49    |  |
| 11. | "Desejo de Amar"                     | Gabú / Marinheiro                        | 3:46    |  |
| 12. | "Aos Trancos e Barrancos"            | Edinho da Mata / Matogrosso              | 3:01    |  |
| 13. | "O Cheiro Dela"                      | Rick / Renner                            | 2:49    |  |
| 14. | "Dia de Visita"                      | Moacyr Franco                            | 4:01    |  |

## Certificações
| Brasil (ABPD)                             | 2× Platina | 1997 | 500.000* |
| *número de vendas baseado na certificação |            |      |          |